# Enallopsammia amphelioides
Espèce
Enallopsammia amphelioides est une espèce de coraux appartenant à la famille des Dendrophylliidae.